# Malin Hemmingsson
Malin Hemmingsson (1985) è un'ex sciatrice alpina e sciatrice freestyle svedese.

## Biografia
Attiva inizialmente nello sci alpino, la Hemmingsson partecipò per la prima volta a una gara FIS nell'aprile del 2001. In Coppa Europa esordì il 5 gennaio 2004 a Tignes in supergigante, senza completare la prova, ottenne il miglior piazzamento il 15 gennaio 2005 a Megève in discesa libera (31ª) e prese per l'ultima volta il via il 6 gennaio 2006 a Lenzerheide in slalom speciale, senza completare la prova. Dal 2007 gareggiò prevalentemente in Nor-Am Cup, debuttando il 14 marzo di quell'anno a Panorama in slalom speciale (20ª), ottenendo nella medesima località due podi, il 14 e il 15 dicembre 2009 (due secondi posti, in slalom gigante e in slalom speciale), e prendendo per l'ultima volta il via il 18 marzo 2010 a Waterville Valley in slalom speciale, senza terminare la prova.
Nella sua carriera nello sci alpino non debuttò in Coppa del Mondo né prese parte a rassegne olimpiche o iridate; prese ancora parte ad alcune gare FIS di sci alpino nella stagione 2010-2011, per dedicarsi in quella seguente, l'ultima della sua attività agonistica, al freestyle, specialità ski cross. Esordì in Coppa Europa il 15 gennaio 2012 a Obermaiselstein arrivando 8ª, piazzamento che sarebbe rimasto il migliore della Hemmingsson nel circuito continentale e che avrebbe bissato il 10 marzo seguente a Mora; il 3 marzo disputò a Branäs la sua unica prova di Coppa del Mondo, classificandosi 17ª, e si congedò dalle competizioni in occasione della gara di Coppa Europa disputata il 15 marzo a Myrkdalen/Voss, chiusa dalla Hemmingsson al 13º posto. Anche nella sua carriera nel freestyle non prese parte a rassegne olimpiche o iridate.

## Palmarès

### Sci alpino

#### Nor-Am Cup
- Miglior piazzamento in classifica generale: 17ª nel 2010
- 2 podi:
  - 2 secondi posti

### Freestyle

#### Coppa del Mondo
- Miglior piazzamento in classifica generale: 160ª nel 2012
- Miglior piazzamento nella classifica di ski cross: 42ª nel 2012

#### Coppa Europa
- Miglior piazzamento nella classifica di ski cross: 15ª nel 2012